# San Juan Guarita
San Juan Guarita è un comune dell'Honduras facente parte del dipartimento di Lempira.
Il comune venne istituito il 21 febbraio 1921 con parte del territorio del comune di Guarita.